# Léonie Gilmour
Léonie Gilmour (New York, 17 giugno 1871 – New York, 31 dicembre 1933) è stata una giornalista e scrittrice statunitense nota soprattutto per la vicenda sentimentale che l'ha legata al poeta giapponese Yone Noguchi, al quale ha anche dato un figlio, lo scultore Isamo.
A tale vicenda è ispirato il film Leonie, nel quale è interpretata da Emily Mortimer. Quanto alla sua produzione, essa consiste soprattutto in saggi di carattere autobiografico che, a suo tempo, hanno riscosso un discreto successo, tale da permetterle di vivere del proprio lavoro.
Dopo aver aiutato il futuro marito a rendere in un Inglese più fluido il suo primo romanzo, The American Diary of a Japanese Girl, i due si sono sposati, ma, in seguito ad un litigio dovuto all'adulterio di quello, poi si separano: è allora che Léonie si trasferisce a Los Angeles. Raggiunge successivamente Yone in Giappone, ma, essendosi complicata la faccenda a causa del secondo matrimonio di quello, i due si separano definitivamente. Léonie, tuttavia, rimane a Tokyo vivendo del suo lavoro d'insegnante di lingua inglese. Nel frattempo ha Ailes, che diventerà una ballerina di successo.
Tornata in America, si stabilisce dapprima a San Francisco, poi torna a New York. Incoraggia la vocazione artistica del figlio, pagandogli la scuola nel Connecticut.